# 李氏芋螺
李氏芋螺（学名：Conus lischkeanus）为芋螺科芋螺屬下的一个种。